# Улица Александра Лукьянова
У́лица Алекса́ндра Лукья́нова (до 1964 года Ба́бушкин переу́лок) — улица в Басманном районе Центрального административного округа города Москвы. Соединяет Старую Басманную и Новую Басманную улицы. Нумерация домов начинается от Новой Басманной улицы.

## Происхождение названия
Названа 8 сентября 1964 года в честь  А. М. Лукьянова, лётчика-истребителя, Героя Советского Союза, жившего и работавшего в Басманном районе в 1934—1938 годах. Прежнее название — Бабушкин переулок, по фамилии купца Бабушкина, владевшего в XVIII веке большой усадьбой, которая занимала всю левую часть переулка.

## История
Впервые переулок показан на картах Марченкова (1789) и Полежаева (1796). Василий Рубан в описании чумы 1770—1772 годов упоминает Бабушкин переулок. Обширный двор купца Петра Андреевича Бабушкина в 1793 располагался по северной стороне Новой Басманной, на месте современного 1-го Басманного переулка, проложенного после пожара 1812 года. Пожар уничтожил всю округу, кроме «несгораемого» дома Голицыных на Новой Басманной.
Известен спор 1783 года, когда некто Гурьев, местный домовладелец, просил городские власти закрыть Бабушкин переулок и передать землю ему, Гурьеву, ибо там «и мостовой не имеется и бывает великая в осеннее время грязь, от которой проезду и проходу пешим людям не бывает». Соседи добились закрытия дела, причём сами Бабушкины аргументировали это тем, что Пётр Андреевич живёт по Новой Басманной, а Семён Андреевич — по Старой, и надо же как-то ходить в гости.
В 1860-х годах в переулке поселился купец-немец И. К. Прове, коммерции советник, торговавший хлопком; постепенно Прове стал местным старейшиной, как некогда Пётр Бабушкин. Он приобрёл обширные участки, на которых стоят нынешние дома 2/22 и 7, причём оформил второй из них на имя жены, Эмилии Ивановны (после смерти мужа — Миндер).  Первый из этих домов — эклектичная усадьба с признаками классицизма, второй — чистый ретроспективизм-неогреческий стиль работы известного эклектика Адольфа Эрихсона. В конце жизни Прове был одним из учредителей музея имени Пушкина.                                                                                       
В доме 7 в советское время располагался Бауманский райком ВЛКСМ (1937-1991).

## Современность
Вся улица, исключая здания ЦНИРТИ (№ 4), включена в зону охраны центральной части города Москвы.

## Примечательные здания и сооружения
По чётной стороне
- № 2/22 — Усадьба Ф. И. Прове – А. И. Калиш, 1892, арх. К. В. Трейман. Инициалы ФП и АК на фронтоне принадлежат детям домовладельца.
- № 4 — Федеральная служба по экологическому, технологическому и атомному надзору (Ростехнадзор)
- № 21/4 — усадьба Куракиных, арх. Р. Р. Казаков (1790-е), в 1886 перестроена в Александровское коммерческое училище Б. В. Фрейденбергом. Современный Московский Государственный Университет Инженерной Экологии

По нечётной стороне
- № 1/24 — Дом С. Алексеева 1810 г.
- № 7 с. 1 — городская усадьба И. К. Прове, ( А. Ф. Миндлера) (арх. А. Эрихсон. Непосредственно за ней — Басманная больница
- № 9/23 c.1 — главный дом усадьбы Муравьёвых-Апостолов, начала XIX века. Школа М. Ф. Казакова.
- № 9/23 c.2 — флигели усадьбы Муравьёвых-Апостолов, XVIII века

## Транспорт
- Станция метро «Красные Ворота», далее автобус т24 до остановки «1-й Басманный переулок».
- Станция метро «Бауманская», далее автобусы м3, т25 до остановки «Сервисный центр Московский транспорт – Улица Александра Лукьянова».